# Обервис (Германия)
Обервис (нем. Oberwies) — община в Германии, в земле Рейнланд-Пфальц.
Входит в состав района Рейн-Лан. Подчиняется управлению Нассау.  Население составляет 146 человек (на 31 декабря 2010 года). Занимает площадь 2,02 км².